# Piletocera melanauges
Piletocera melanauges là một loài bướm đêm trong họ Crambidae.